# Charles Hamilton Houston

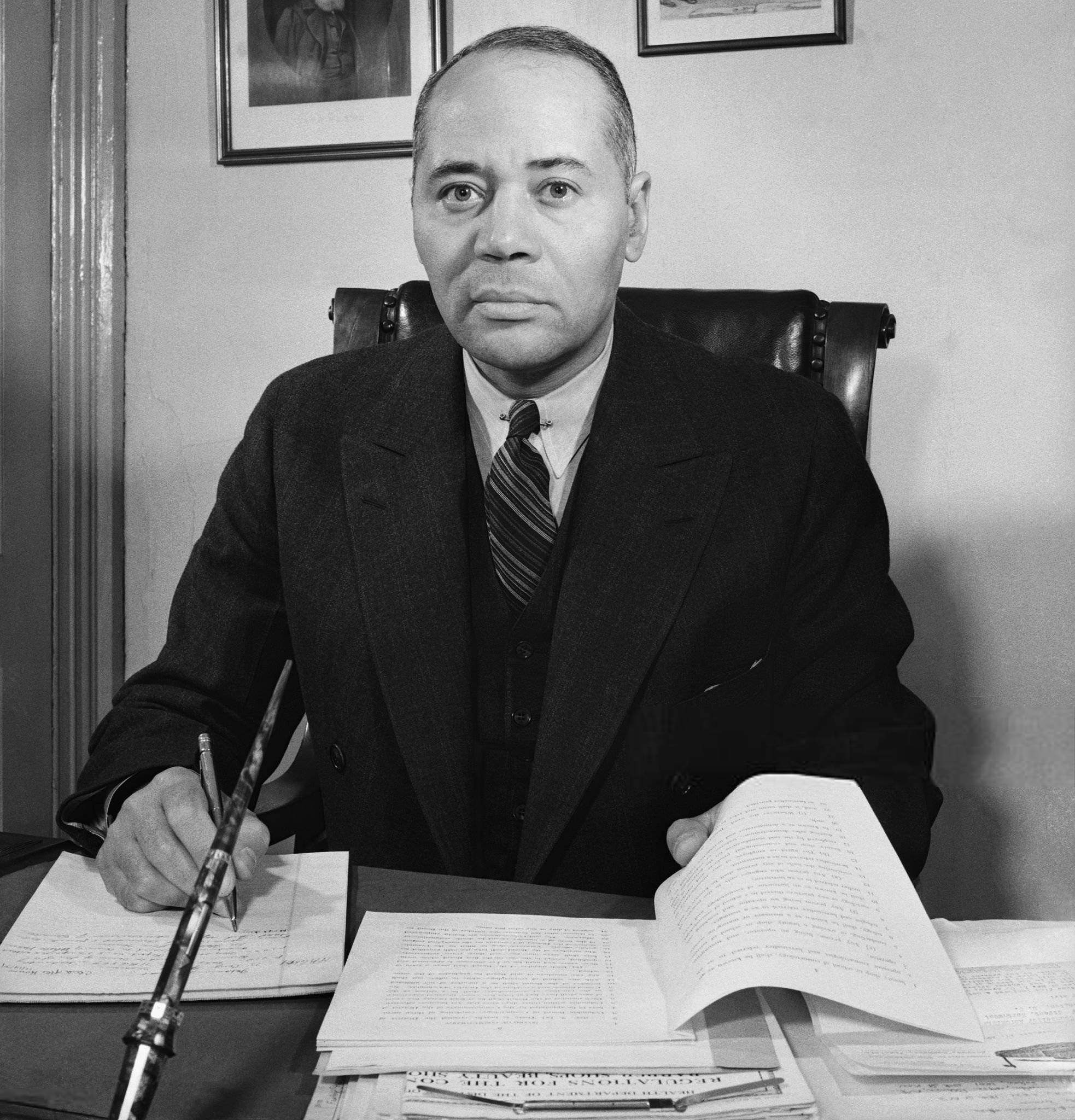
Charles Hamilton Houston (1939)

Charles Hamilton Houston (* 3. September 1895 in Washington, D. C.; † 22. April 1950 ebenda) war ein US-amerikanischer Anwalt und Bürgerrechtler.

## Leben
Houston war der Sohn des Anwalts William LePre Houston und seiner Frau Mary Ethel Hamilton, einer Friseurin und ehemaligen Lehrerin. Er machte 1915 seinen Abschluss am Amherst College und dozierte ein Jahr lang Englisch an der Howard University, bevor er im Ersten Weltkrieg als Second Lieutenant im US-Heer diente. Als Afroamerikaner wurde er in der Armee diskriminiert, weshalb er sich nach seiner Rückkehr aus dem Kriegsdienst entschloss Jura zu studieren und für die Bürgerrechte von ihm und anderen Schwarzen einzutreteten. 1919 schrieb er sich bei der angesehenen Harvard Law School ein, wo er als erster Afroamerikaner Herausgeber der Harvard Law Review wurde, und erhielt 1922 mit Bestnoten seinen Bachelor of Laws. Unterrichtet und gefördet wurde er von seinen Professoren Felix Frankfurter und Roscoe Pound. Ein Jahr später promovierte er und erhielt – erneut als erster Afroamerikaner in der Geschichte der Universität – einen Doctor of Juridical Science. Nach einem Jahr als Sheldon Traveling Fellow an der Universität Complutense Madrid bestand er 1924 sein Juristisches Staatsexamen.
Houston nahm die Anwaltstätigkeit in der Kanzlei seines Vaters auf, für die er bis zu seinem Tod arbeiten würde. Nebenher unterrichtete er von 1924 bis 1935 Jura an der Howard University, deren Juristische Fakultät sich unter seiner Führung zur angesehensten afroamerikanischen Law School des Landes entwickelte; zum „West Point der Bürgerrechtsanwälte“, wie einige seiner Zeitgenossen später behaupten würden. Er spielte als stellvertretender Dean und chief administrative officer von 1929 bis 1935 eine Führungsrolle bei der Akkreditierung der law school bei der American Bar Association. Wie viele seiner Kollegen an der Howard University vertrat er die Position, dass sein Studienfach als aktivistisches Mittel zum sozialen Wandel genutzt werden solle, konkret als Mittel der Bürgerrechtsbewegung. Ihm zufolge sollten Anwälte „soziale Ingenieure“ (englisch social engineers). Zu seinen Studenten gehörten führende afroamerikanische Juristen wie Oliver Hill, William B. Bryant und Thurgood Marshall. Letzterer wurde später als erster Afroamerikaner Richter am Obersten Gerichtshof.
Diese Theorie des Aktivismus setzte Houston in seiner Anwaltstätigkeit in die Tat um. In den Vereinigten Staaten galt seit dem Fall Plessy v. Ferguson (1896) das Prinzip separate but equal, also dass Schwarzen und Weißen getrennte, aber gleiche Institutionen geboten werden mussten; es herrschte also ein System der Rassentrennung. Diesen Richtspruch wollte Houston durch eine gezielte gerichtliche Kampagne, gekoppelt mit Massenprotesten, aufheben lassen. Zunächst sollten in einer Reihe an gezielt ausgewählten Klagen Präzedenzfälle gegen die Rassentrennung geschaffen werden, bis schließlich das Prinzip separate but equal an sich für verfassungswidrig erklärt werden sollte. Houston implementierte diese Strategie, erst 1935 bis 1940 als erster special counsel der Bürgerrechtsorganisation National Association for the Advancement of Colored People (NAACP), später als Berater seines ehemaligen Studenten Thurgood Marshall, der die Führung der Rechtsabteilung der NAACP übernommen hatte. Zu ihren Erfolgen gehörten Missouri ex rel. Gaines v. Canada (1938), Sipuel v. Oklahoma State Board of Regents (1948), McLaurin v. Oklahoma State Regents (1950) und Sweatt v. Painter (1950), in denen sie gegen die Rassentrennung an Schulen vorgingen, Shelly v. Kraemer (1948) und Hurd v. Hodge (1948), in denen sie gegen die Rassentrennung auf dem Wohnungsmarkt vorgingen, und Steele v. Louisville and Nashville Railroad (1944) und Tunstall v. Brotherhood of Locomotive Firemen and Engineers (1944), in denen sie gegen Rassentrennung in Gewerkschaften vorgingen. Den größten Erfolg seiner Strategie im Fall Brown v. Board of Education (1954), als die Doktrin separate but equal für verfassungswidrig erklärt wurde, konnte Houston allerdings nicht mehr miterleben; er verstarb bereits im Frühjahr 1950 an einem Herzinfarkt. Neben dieser Rechtskampagne hatte Houston sich auch andersweitig für die Bürgerrechtsbewegung eingesetzt; u. a. war er Mitglied der Fair Employment Practices Commission, die gegen Rassendiskriminierung in Bundesbehörden und kriegswichtigen Industrien vorging. Zudem organisierte er Protestmärsche für die Scottsboro Boys und war als Kolumnist tätig.
Houston gilt als einer der führenden Juristen seiner Zeit; William O. Douglas nannte ihn „einen der zehn besten Advokaten, die vor dem [Obersten Gerichtshof der Vereinigten Staaten] praktizierten“ (englisch one of the top ten advocates to appear before [the U.S. Supreme] court). Später wurde er auch „Der Mann, der Jim Crow tötete“ (englisch The Man Who Killed Jim Crow) genannt. Ihm wurde 1950 posthum die Spingarn Medal verliehen. 2024 wählte ihn die American Academy of Arts and Sciences zu einem Legacy Honoree.